# Дельфійська сивіла (Мікеланджело)
«Дельфійська сивіла» (італ. La Sibilla Delfica) — фреска із зображенням Дельфійської сивіли Мікеланджело Буонарроті на стелі Сикстинської капели (Ватикан), створена ним близько 1509 року.

## Опис
Дельфійська сивіла зображена у момент розгортання сувою, який вона тримає у лівій руці. Вона розвертається до глядача, сидячи на кам'яному троні. Її ліва нога виступає вперед. На чолі піфії видно білу пов'язку жриці-священника. Вітер Духу розвіює її світле кучеряве волосся та блакитний плащ. Позаду неї справа видно двох хлопчиків-путті, один із яких читає якусь книгу, а другий — притримує її.
Вазарі побіжно згадав про Дельфійську сивілу:
|  | (…) Крім того, є там ще одна сивіла, яка, повертаючись до вівтаря протилежної стіни, показує якийсь рукопис. Вона із своїми хлопчиками заслуговує на похвалу не менше, ніж інші. |

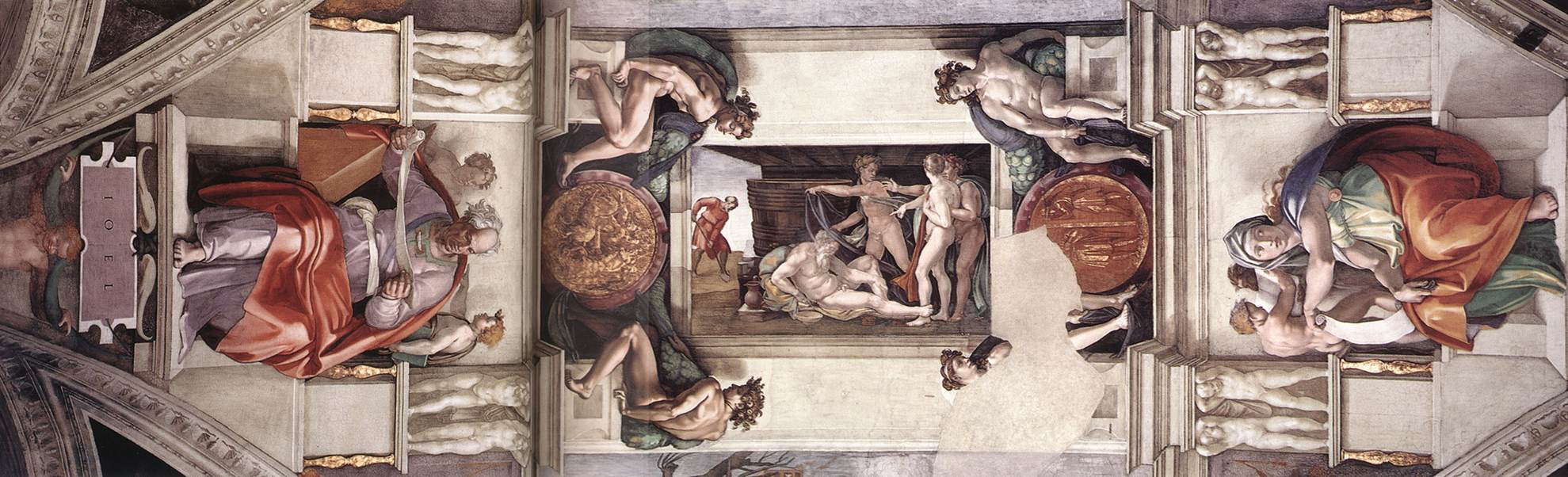
«Дельфійська сивіла» розміщена біля фрески «Сп'яніння Ноя»
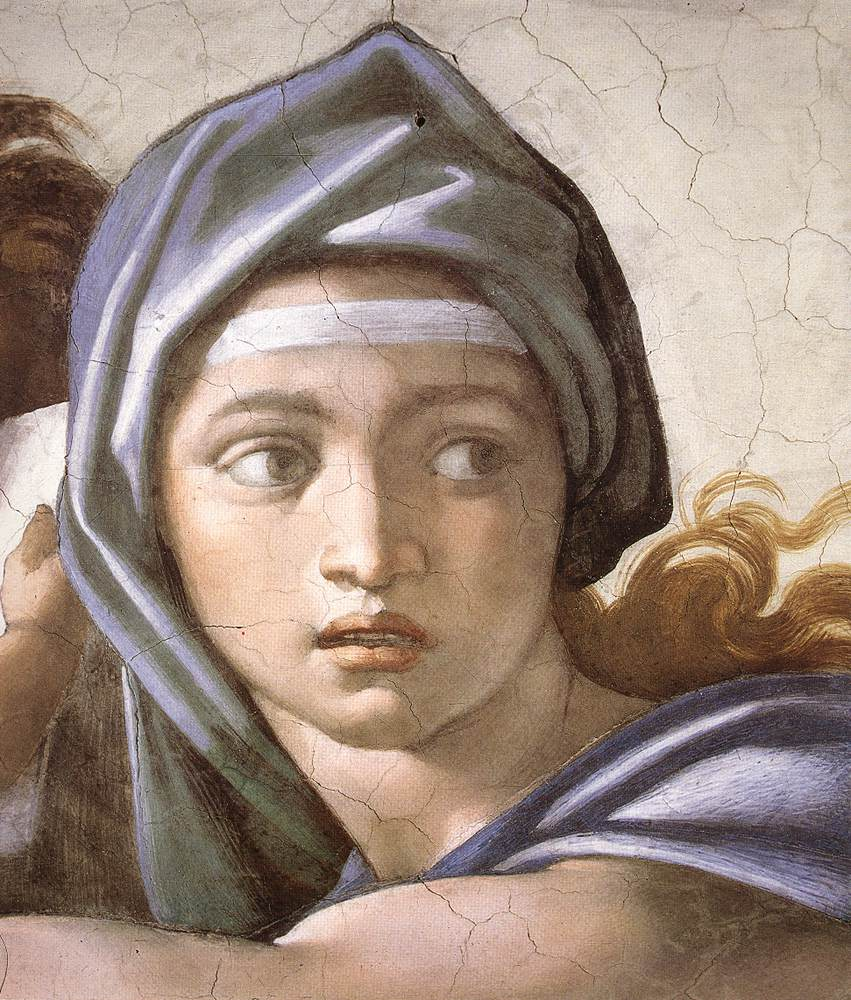
«Дельфійська сивіла». Деталь
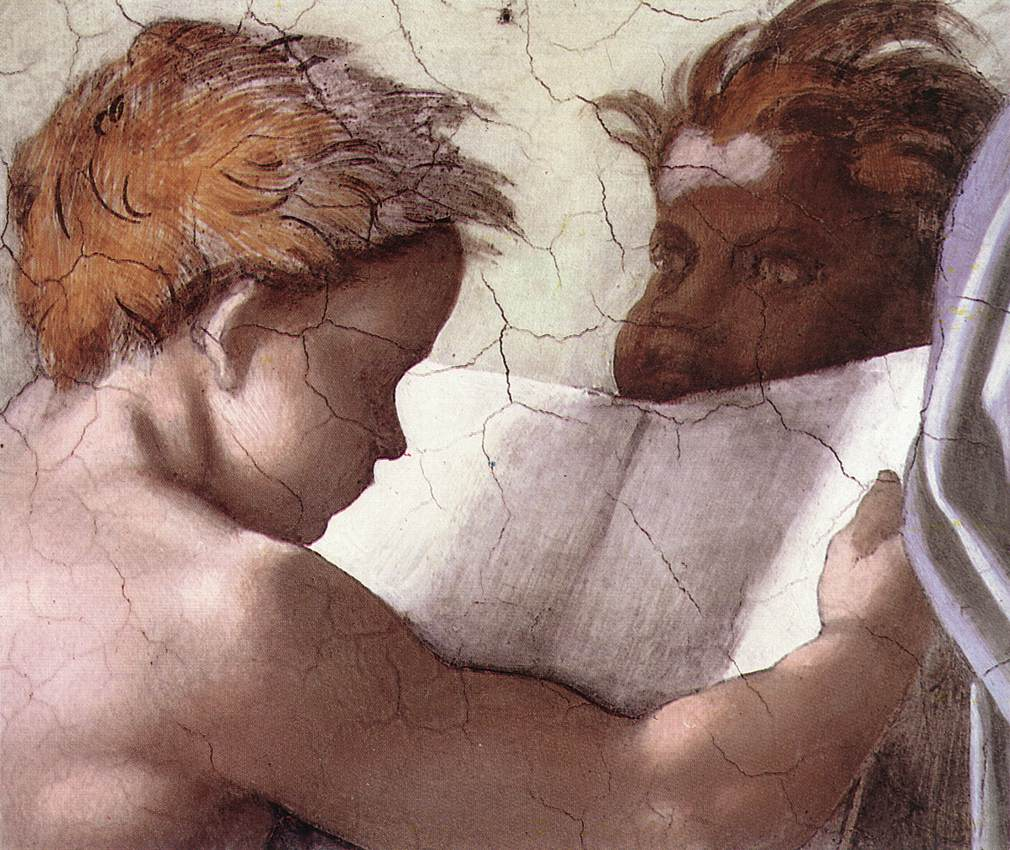
«Дельфійська сивіла». Деталь
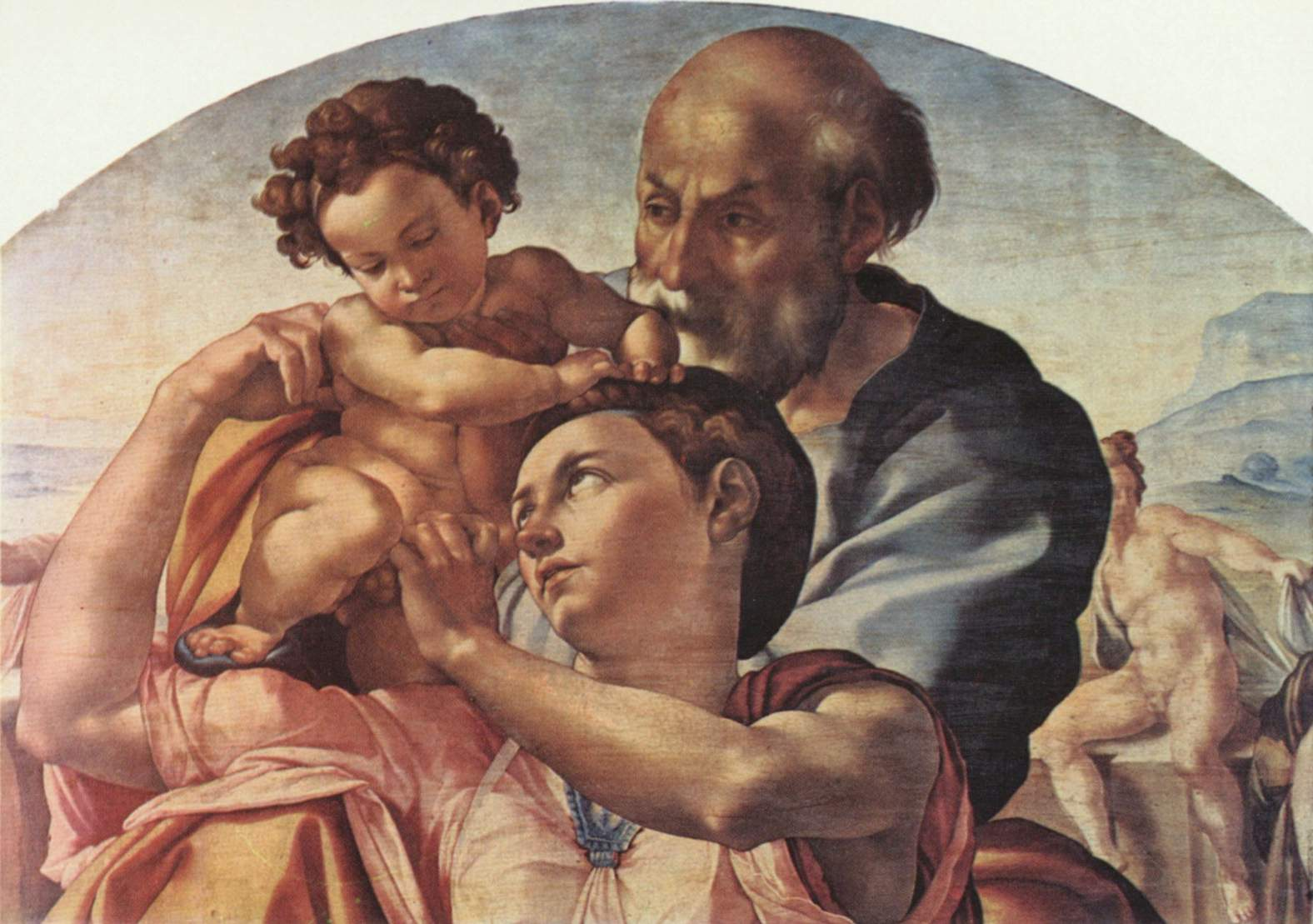
Ліва рука Марії із «Мадонна Доні» нагадує позицію лівої руки сивіли
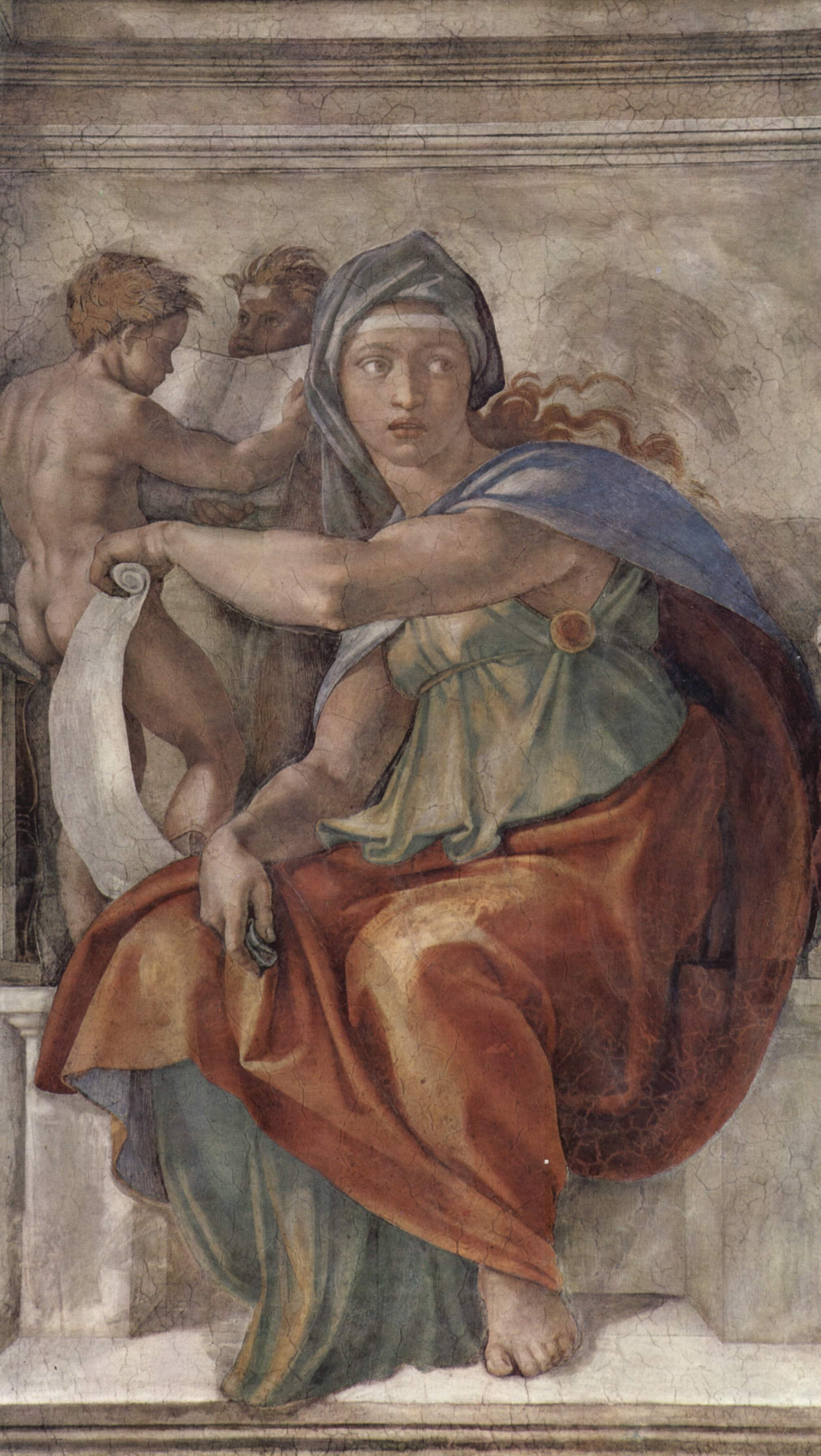
Фреска до реставрації

## Виноски
1. ↑  Delphic Sibyl. michelangelo.net. Архів оригіналу за 27 січня 2020. Процитовано 08.02.2019.
2. 1 2 3  The Delphic Sibyl. wga.hu. Архів оригіналу за 9 лютого 2019. Процитовано 08.02.2019.
3. ↑  Delphic Sibyl. michelangelo.org. Архів оригіналу за 1 жовтня 2020. Процитовано 08.02.2019.
4. ↑  Вазарі, 1970, с. 334.